# Абэ, Кэйко
Кэйко Абэ (яп. 安倍 圭子, Keiko Abe; род. 18 апреля 1937, Токио) ― японская исполнительница на маримбе и композитор.

## Биография и исполнительская деятельность
Первым инструментом, на котором начала учиться Абэ, было фортепиано, но с 13 лет она начала осваивать ксилофон и маримбу под руководством Эйити Асабуки. С сольным исполнением на ксилофоне Абэ в 1952 году впервые выступила на радио NHK. С 1959 года она училась в Токийском университете свободных искусств у Сёсукэ Ариги и Тосио Касиваги (композиция), Масао Имамуры и Юсукэ Оякэ (ударные инструменты). Получила степень бакалавра, а затем магистерскую степень. С 1960-х годов Абэ ведёт активную сольную карьеру, сначала в Японии, а затем и в других странах, а также делает записи, как соло, так и в ансамбле с другими музыкантами. Участница «Xebec Marimba Trio», исполняющего популярную музыку и народные песни. С 1962 по 1966 год трио записало 7 альбомов. В настоящее время активно сотрудничает с дуэтом маримб Tchiki Duo, основанным в 2006 году студентами Лозаннской консерватории.
В 1963 году при участии Абэ фирма «Yamaha» разработала новую модель маримбы с расширенным диапазоном и улучшенным звучанием. В 70-е годы фирма наладила производство новой маримбы. Диапазон новой концертной маримбы был увеличен до пяти октав. В настоящее время это является стандартом маримбы. Фирма «Yamaha» назвала в честь Абэ особую модель молоточков для ударных инструментов. Кейко Абе является официальной исполнительницей фирмы «Yamaha». В настоящее время она даёт концерты на маримбе Yamaha 6100, разработанной при её непосредственном участии.
Абэ выступает с концертами по всему миру. Её сольные выступления проходили в крупнейших концертных залах ― Карнеги-холле (Нью-Йорк, 1981), Концертгебау (Амстердам, 1984), Берлинской филармонии (1994), Концертхаус (Вена, 2002) и других.
Музыкальный критик писал о её концерте:

«…Кажется, что инструмент, как это бывает у всех великих исполнителей, оживает при её прикосновении».
Абэ часто приглашают в жюри международных конкурсов. В июне 2016 года Кэйко Абэ дала концерт в Концертном зале Мариинского театра в Санкт-Петербурге (впервые выступив в России), исполнив с интернациональным ансамблем свои сочинения. На следующий день она дала мастер-класс для студентов Санкт-Петербургской консерватории.
Кэйко Абэ сотрудничает с лейблами «Columbia Japan», «NHK» и другими студиями звукозаписи, только на протяжении первых пяти лет карьеры записала тринадцать альбомов.
Абэ стала первой женщиной, чьё имя в 1993 году было увековечено в Зале славы Общества ударных инструментов (англ. Percussive Arts Society Hall of Fame).

## Сочинения и преподавательская деятельность
Кэйко Абэ с 1970 года преподаёт в консерватории Toho Gakuen School of Music в Токио. С 1977 года Абэ проводит международные мастер-классы. Среди её учениц — известная британская перкуссионистка Эвелин Гленни.
Абэ принадлежит более 70 оригинальных произведений для маримбы (или с её участием), которые уже прочно вошли в репертуар этого инструмента. Ей также посвящены более 70 оригинальных сочинений для маримбы, написанных современными композиторами. Абэ в своих произведениях часто использует импровизацию. Её произведения публикует музыкальное издательство «Xebec Music Publishing».
Среди её сочинений:
- "Размышления на тему японских детских песен I—III для ансамбля маримб
- «Ветер в бамбуковой роще» для маримбы
- «Лягушка» для маримбы
- Парафраз на тему тамбурина для ансамбля маримб
- «Дыхание дерева» для дуэта маримб
- «Воспоминания о морском береге» для ансамбля маримб
- «Голос барабана мацури» для маримбы
- «Ветер в горах» для дуэта маримб
- «Впечатления от волны» II для ансамбля маримб